# Sint-Maria-Oudenhove
Sint-Maria-Oudenhove is een dorp in de Vlaamse Ardennen in het zuiden van de Belgische provincie Oost-Vlaanderen en een deelgemeente van de stad Zottegem en deels van de gemeente Brakel, het was een zelfstandige gemeente tot aan de gemeentelijke herindeling van 1977. De dorpskern rond het Sint-Hubertusplein is gelegen op een heuvelrug met als hoogste punt 101m boven zeeniveau. Sinds 2018 heeft het dorp een tweede plein, het Wantenplein, vernoemd naar de handschoennijverheid die hier ontstond.

## Geschiedenis
Uit 1428 dateren vermeldingen van het dorp als Sente-Marien-Oudenhove. In de volksmond wordt nog regelmatig gesproken van Enovne. De naam heeft eenzelfde oorsprong als Sint-Goriks-Oudenhove en zou liggen bij het ontstaan van een gemeenschap rond een hof dat er altijd (van ouds) heeft gestaan. Oudenhove kan dan geïnterpreteerd worden als "het oude hof".
In de middeleeuwen behoorde het gebied tot het land van Aalst, in leen gehouden door de heren van Zottegem. Een aantal gronden was in bezit van de Sint-Adriaansabdij van Geraardsbergen en de kartuizers van Lierde. Na gedurende eeuwen deel te hebben uitgemaakt van de bezittingen van de heren van Zottegem, werden Sint-Maria-Oudenhove en Michelbeke midden 17de eeuw verkocht aan Pieter Blondel. Die werd baron in 1675; Michelbeke, St.-Maria-Oudenhove en de heerlijkheid Riede werden samengevoegd tot de baronie St.-Maria-Oudenhove. Na 1675 werd ook de heerlijkheid Lilare deel van St.-Maria-Oudenhove.
Tijdens de Eerste Wereldoorlog werd een korenwindmolen in de Boterhoek in 1914 door het oprukkende Duitse leger vernield. Prentkaarten tonen de neergevallen molen met enkele Duitse uhlanen ervoor. Tijdens de oorlog was in de kerktoren een Duitse waarnemingspost gevestigd. Prentkaarten uit die dagen tonen duidelijk een opening in de klokkentoren, terwijl op het dorpsplein Duitse infanteristen die bij burgers ingekwartierd waren, aan het praten zijn. Tijdens deze bezetting stond Sint-Maria-Oudenhove onder de controle van de Duitse Kommandatur te Geraardsbergen, waar de leveringen gebeurden. In 1918, bij de terugtocht van de Duitse troepen, bracht de Duitse Keizer Wilhelm II een kortstondig bezoek aan Sint-Maria-Oudenhove om de troepen te aanschouwen. Op die dag was het de bevolking ten strengste verboden op straat te komen en moesten bovendien alle luiken gesloten en alle ramen afgedicht zijn. 25 jonge mannen uit de dorpsgemeenschap sneuvelden in de strijd, 5 stierven aan hun opgelopen verwondingen tussen het einde van de oorlog en 1919. Vier opgeëisten bleven achter. In de Kruiskapel en de Gedenksteen op het marktplein staan hun namen gebeiteld. Bij het vredesfeest in 1918 werd naast de kerk een vredesboom gepland; rond 1950 werd deze verwijderd.
Vanaf 1847 werkte de zakenman Engels (in 1843 uit Grenoble naar Brussel gekomen) samen met het Klooster van Sint-Maria-Oudenhove voor handschoennijverheid.
De Tweede Wereldoorlog eiste één gesneuvelde. Vele jongens van hier bleven echter maanden in krijgsgevangenschap, terwijl net zoals in 1914-1918 talrijke mannen door de Duitsers weggevoerd werden om in Duitsland te gaan werken voor de bezetter. Jongens die dit weigerden moesten zich meerdere jaren in het geheim verstoppen en werden dikwijls door de bezetter opgejaagd. Tevens werden vele burgers verplicht om "Boerenwacht" te doen. Op 31 augustus 1943 werden de twee grote klokken uit de kerktoren gehaald door de Duitsers en later niet meer teruggevonden. Waarschijnlijk werden ze gesmolten en hergebruikt in de oorlogsindustrie waar een tekort aan metalen was. Na de bevrijding in 1945 werd door de bevolking een vredestoet gehouden. Ook de klok Maria, die in 1945 werd gegoten, draagt in haar opschrift de boodschap van vrede "MARIAE EXQUISITO VOCABULO PIIS INCOLIS GAUDIA PACIS NUNTIABO. 1945", vertaald "Door de uitverkoren naam van Maria, zal ik de vreugde van de vrede verkondigen aan de vrome inwoners. 1945".
Bij de gemeentelijke herindeling van 1977 ging een groot deel van de voormalige gemeente naar Zottegem, een deel werd bij Brakel gevoegd.
Tegenwoordig is het dorp een geliefde uitvalsbasis en/of rustpunt voor wandelaars, fietsers en motorrijders die de Vlaamse Ardennen bezoeken. In het dorp zijn meerdere wijnbouwers actief (Wijndomein Carrijn).
Sinds 1980 vindt er in januari telkens een carnaval plaats (onderdeel van Zottegem Carnaval) met een stoet, voortgekomen uit het driekoningenfeest sinds 1973.

## Bezienswaardigheden
- De Onze-Lieve-Vrouw-Ten-Hemelopnemingskerk gebouwd in 1219 is grotendeels gotisch; in de kerk bevindt zich een doopvont van romaanse komaf. Het front van de kerk is gebouwd in basiliekstijl. De kerk staat op de rand van weiden en velden, te midden de natuur.

- De Sint-Antoniuskapel. In de 16e eeuw was er al sprake van een kapel in het dorp. Vooral in de 17e en 18e eeuw trok deze bedevaarders aan. De huidige neogotische kapel uit 1901 is toegewijd aan St-Antonius Abt en naar het ontwerp van G. d'Haeyer. Na de inwijding op 8 september 1908 werd een dubbele stenen toegangstrap in neogotische stijl opgericht. Het smeedijzerwerk is het werk van 3 smeden (A. Ceuterick, E. De Vleeschauwer, J. Van der Linden). In de periode 1989-1995 werd de kapel volledig gerestaureerd. In 2018 kreeg ze een nieuwe dakbedekking.

- De voormalige neogotische kapel van het klooster van Onze-Lieve-Vrouw van Zeven Weeën en de Goddelijke Voorzienigheid, waar tot 2015 ook een boerderij, internaat en kloostergebouwen in art-deco-stijl stond. Vandaag is de kapel ontwijd en omgebouwd tot een restaurant, geïntegreerd in een woon-, zorg- en leefcentrum. Verschillende originele artefacten (terracotta, biechtstoel,...) zijn er bewaard. Op de site werden tijdens de afbraak twee pottenbakkersovens uit de Gallo-Romeinse tijd ontdekt. Een artikel hierover werd gepubliceerd in het archeologische blad Ex-Situ.

- De koffiebranderij Hoorens op het Sint-Hubertusplein, ook de thuis van de beroemde kunstenaar Panamarenko.

- De 'ketses', zijn de oude kerkwegels die ook vandaag nog kriskras doorheen het dorp lopen.

- Het omwalde Kasteel van Lilare (18e eeuw) aan de Kasteeldreef met fraai poortgebouw en twee torens, dat thans een middelbare school (Sint-Franciscusinistituut) is.

- Herdenkingsmonument WO I op Sint-Hubertusplein.

- Berendries, korte maar steile heuvel die bekendstaat onder de wielerliefhebbers en vaak wordt opgenomen in Vlaamse klassiekers. Andere wielerhellingen in Sint-Maria-Oudenhove zijn de Elverenberg-Vossenhol, de Kloosterbosstraat en de Bontestraat.

## Natuur en landschap
Sint-Maria-Oudenhove ligt in de Vlaamse Ardennen op een hoogte van 23-100 meter. De belangrijkste waterloop is de Marebeek die westwaarts naar de Zwalm stroomt.
De belangrijkste natuurgebieden zijn: de Zwalmvallei met het natuurreservaat Middenloop Zwalm en het Kloosterbos, eigendom van de stad Zottegem, het aangrenzende deelgebied Vossenhol van natuurgebied Middenloop Zwalm en het Vijfstratenbos.

## Demografische ontwikkeling
- Bronnen:NIS, Opm:1831 tot en met 1970=volkstellingen; 1976 = inwoneraantal op 31 december

## Bekende inwoners
- Léonce Reypens (1884-1972), Nederlandstalig schrijver en literatuurhistoricus
- Panamarenko (1940-2019), beeldend kunstenaar

## Afbeeldingen

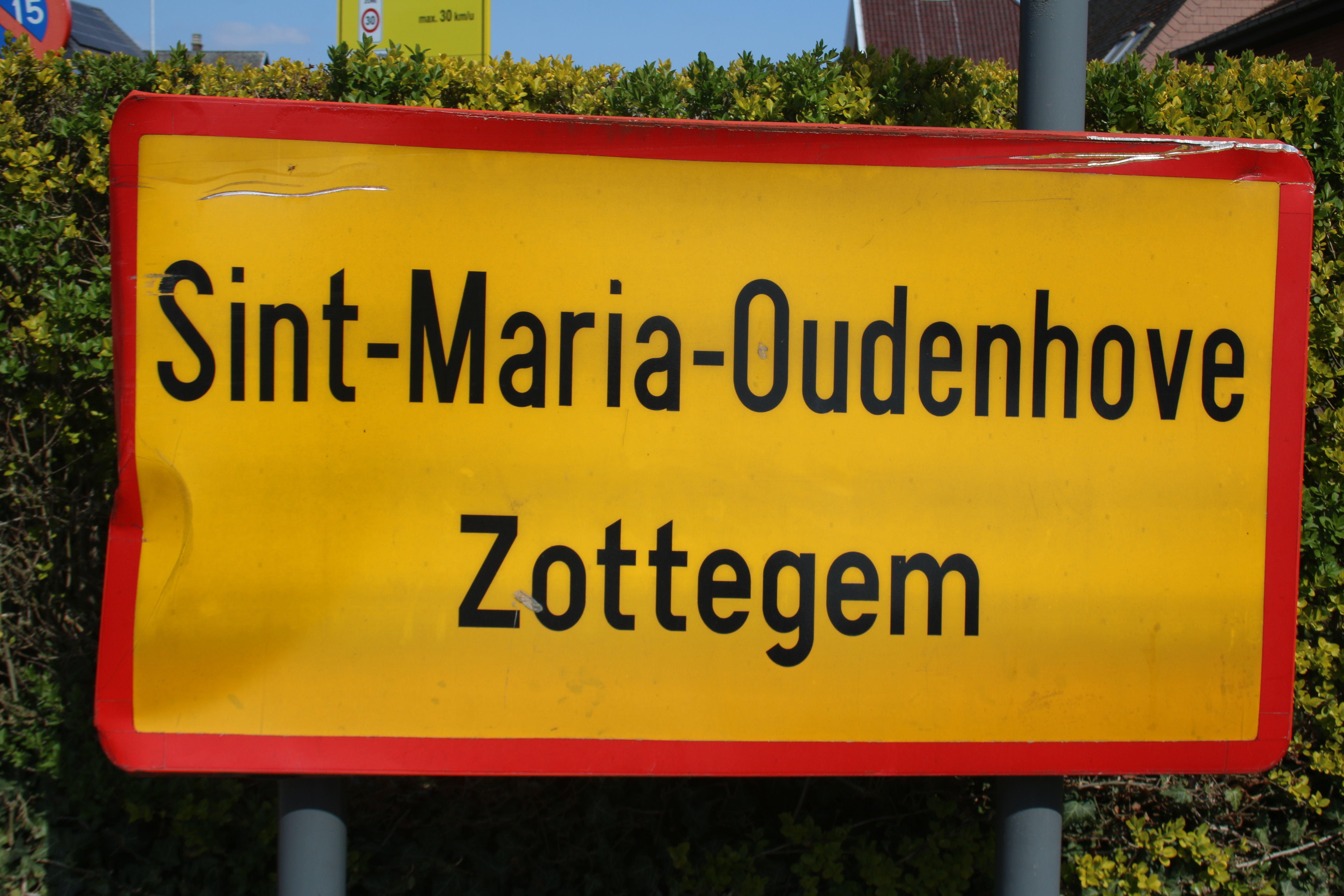
Sint-Maria-Oudenhove, deels Zottegem
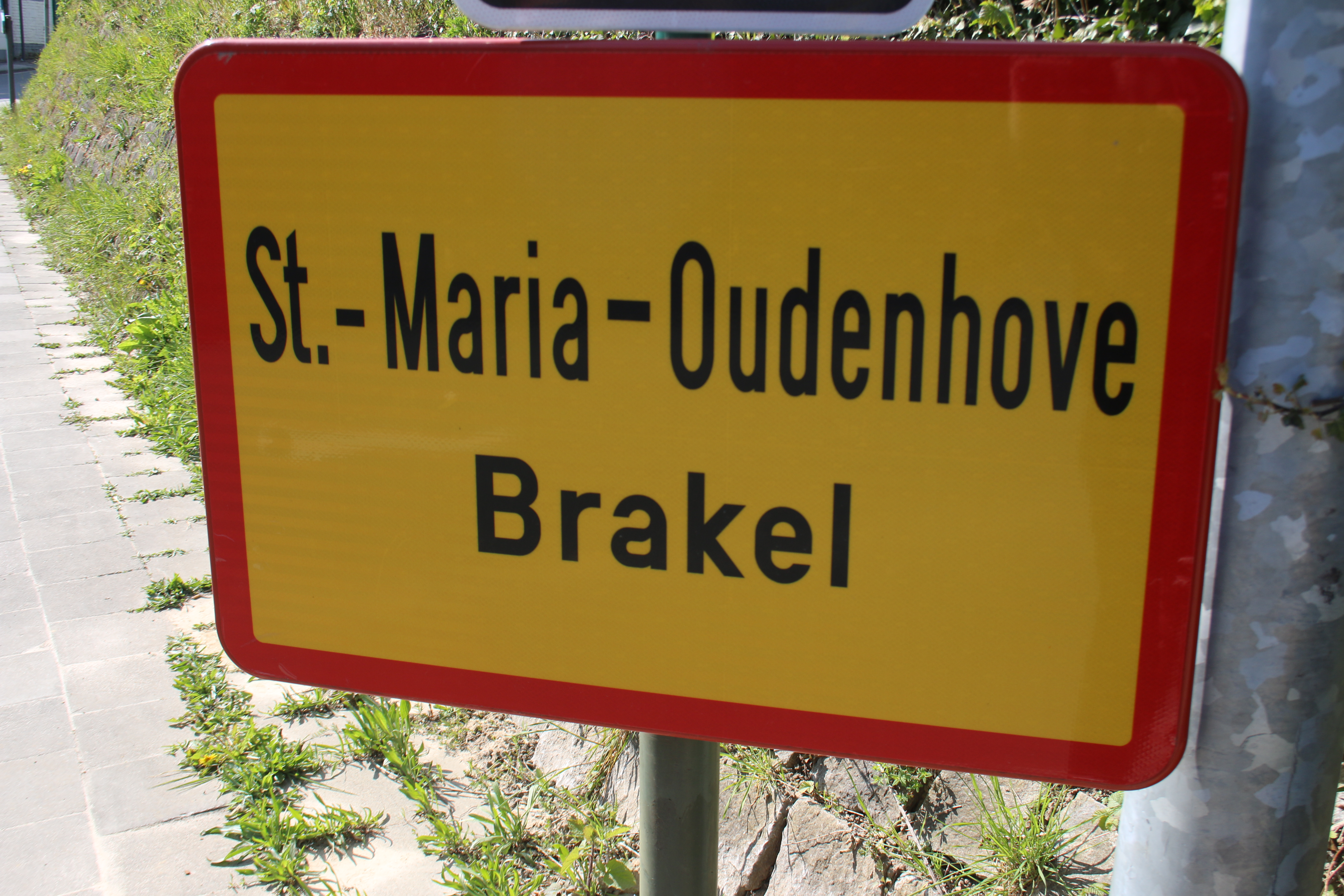
Sint-Maria-Oudenhove, deels Brakel
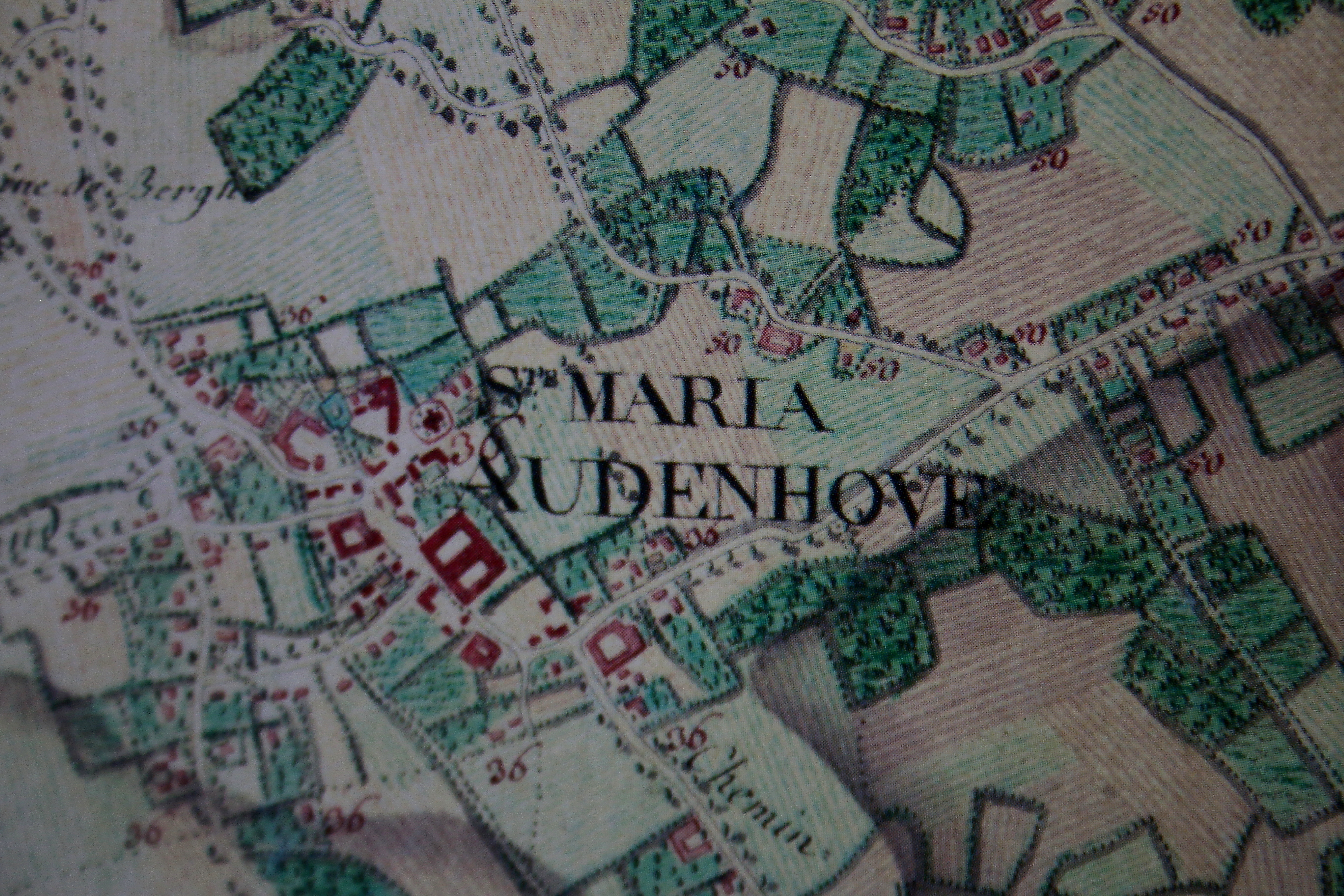
Sint-Maria-Oudenhove op de Ferrariskaart
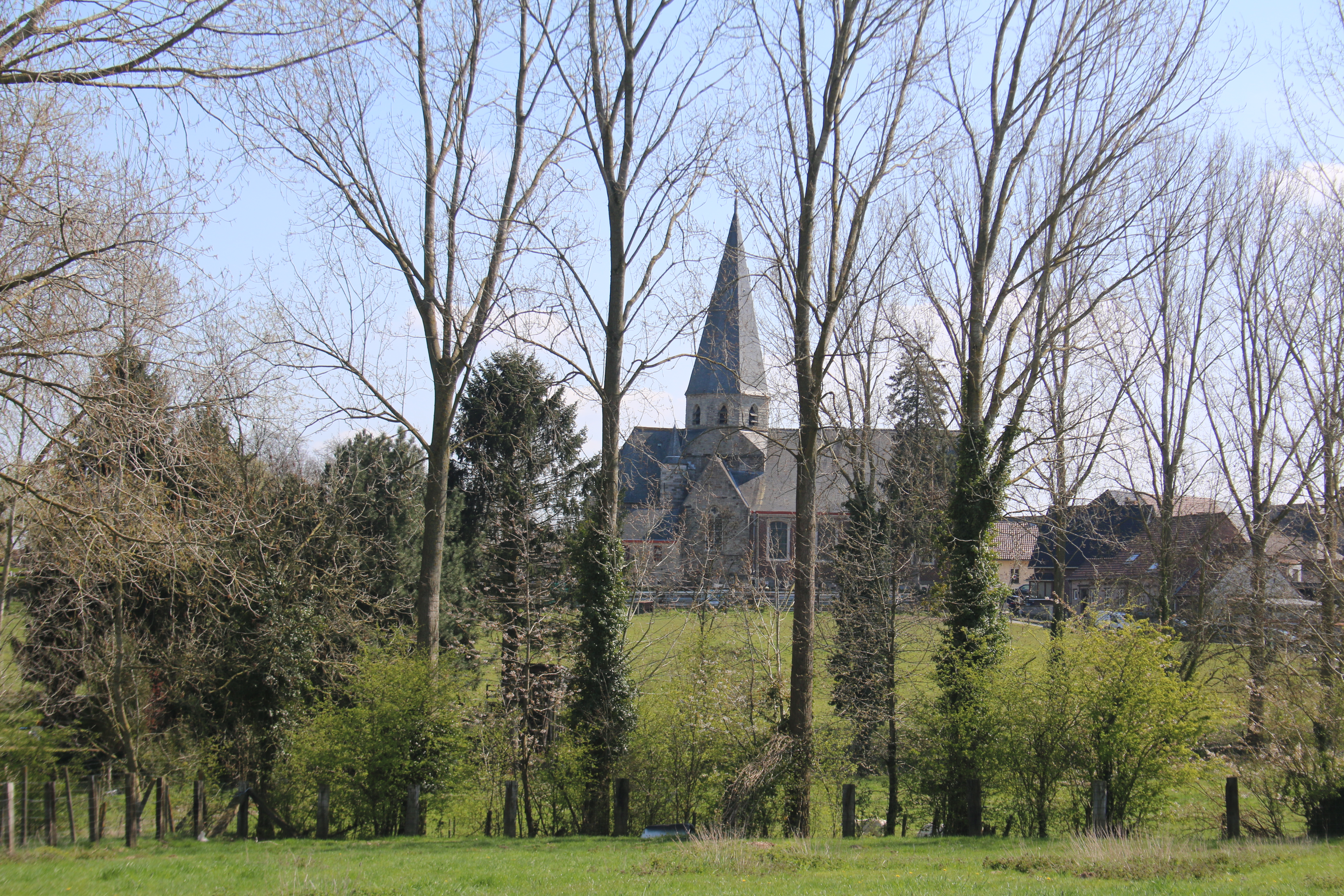
Zicht op Sint-Maria-Oudenhove
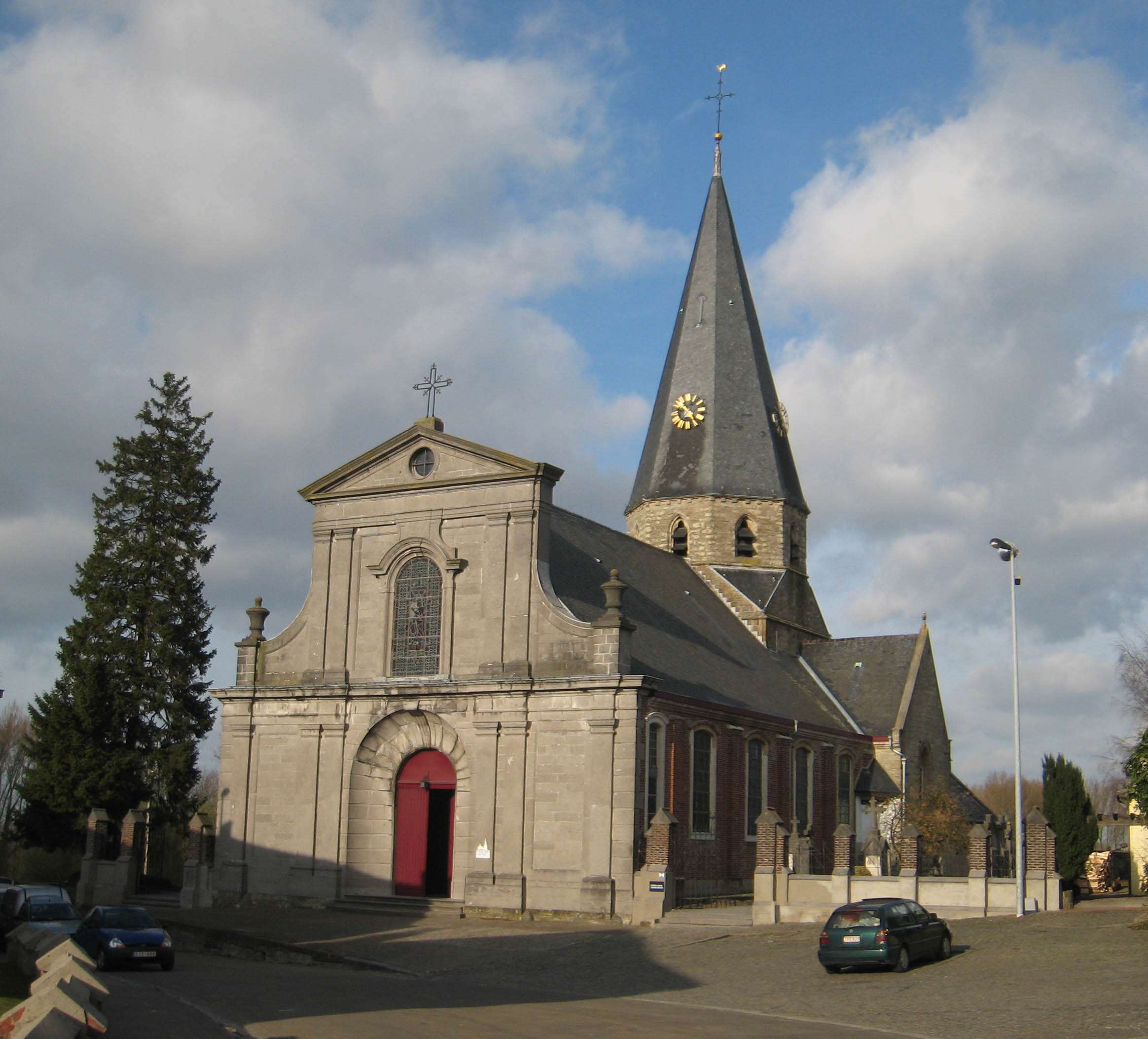
De Onze-Lieve-Vrouw-Ten-Hemelopnemingskerk
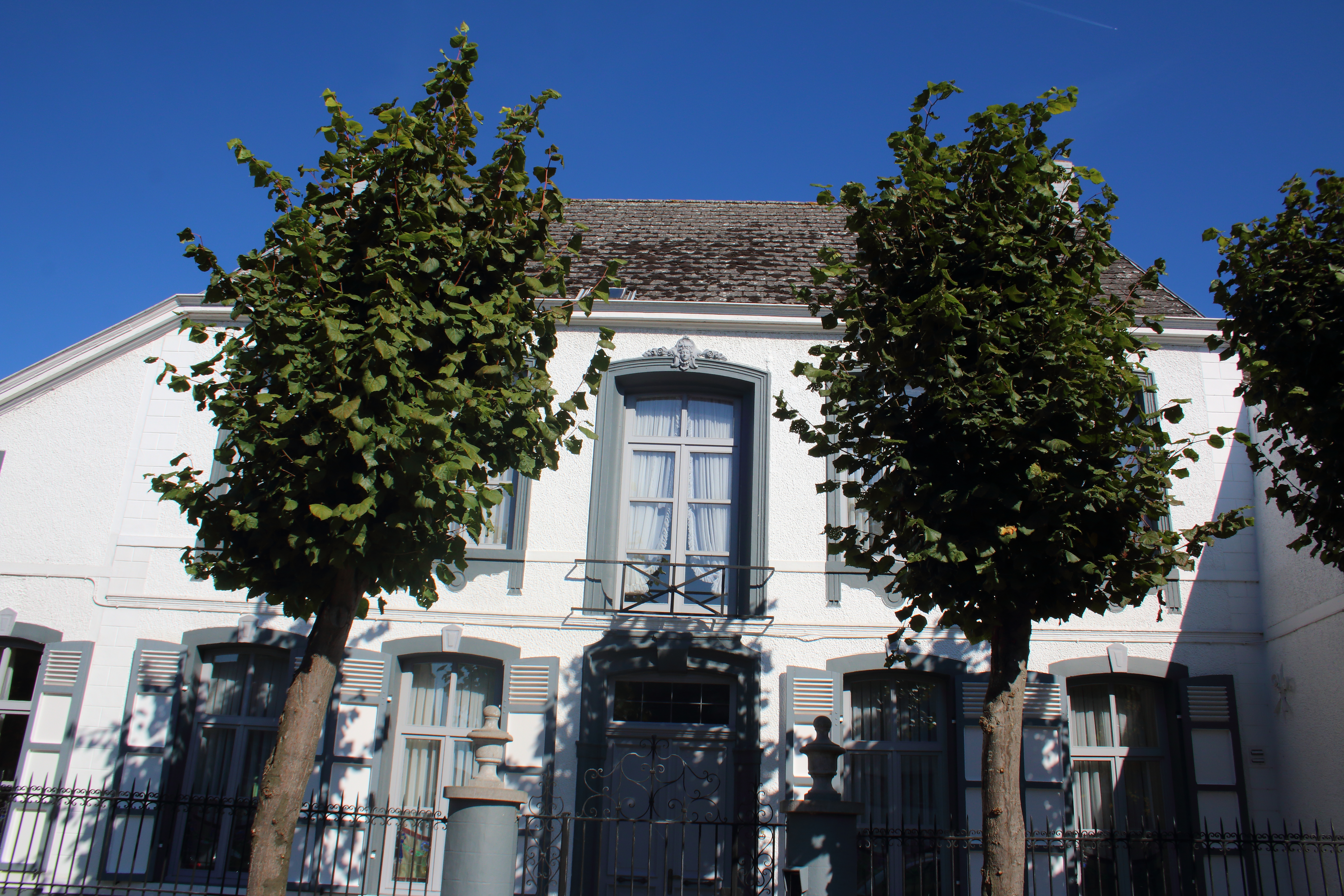
Boerenburgerhuis op het Sint-Hubertusplein
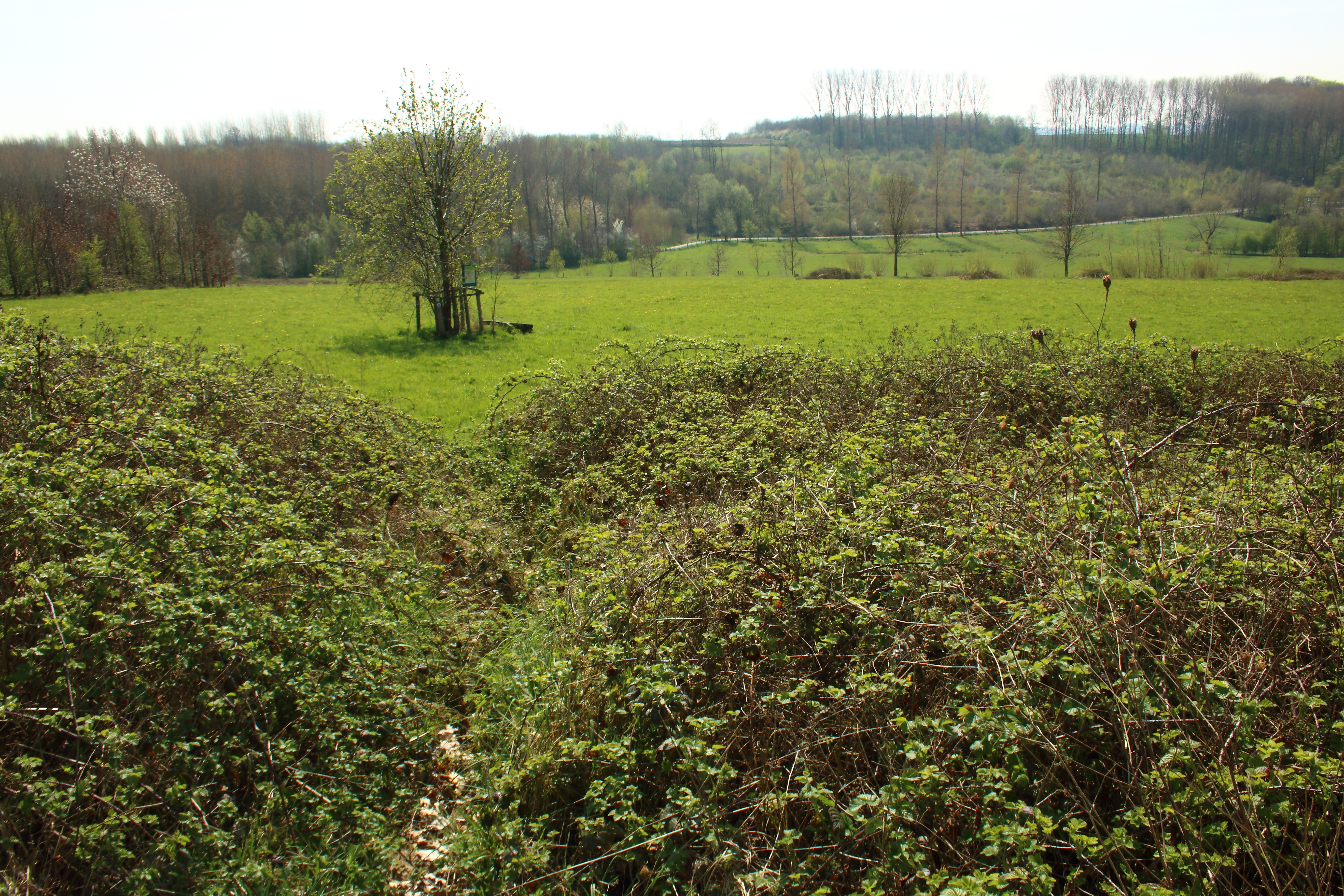
Natuurgebied Middenloop Zwalm (deelgebied Vossenhol) en Kloosterbos
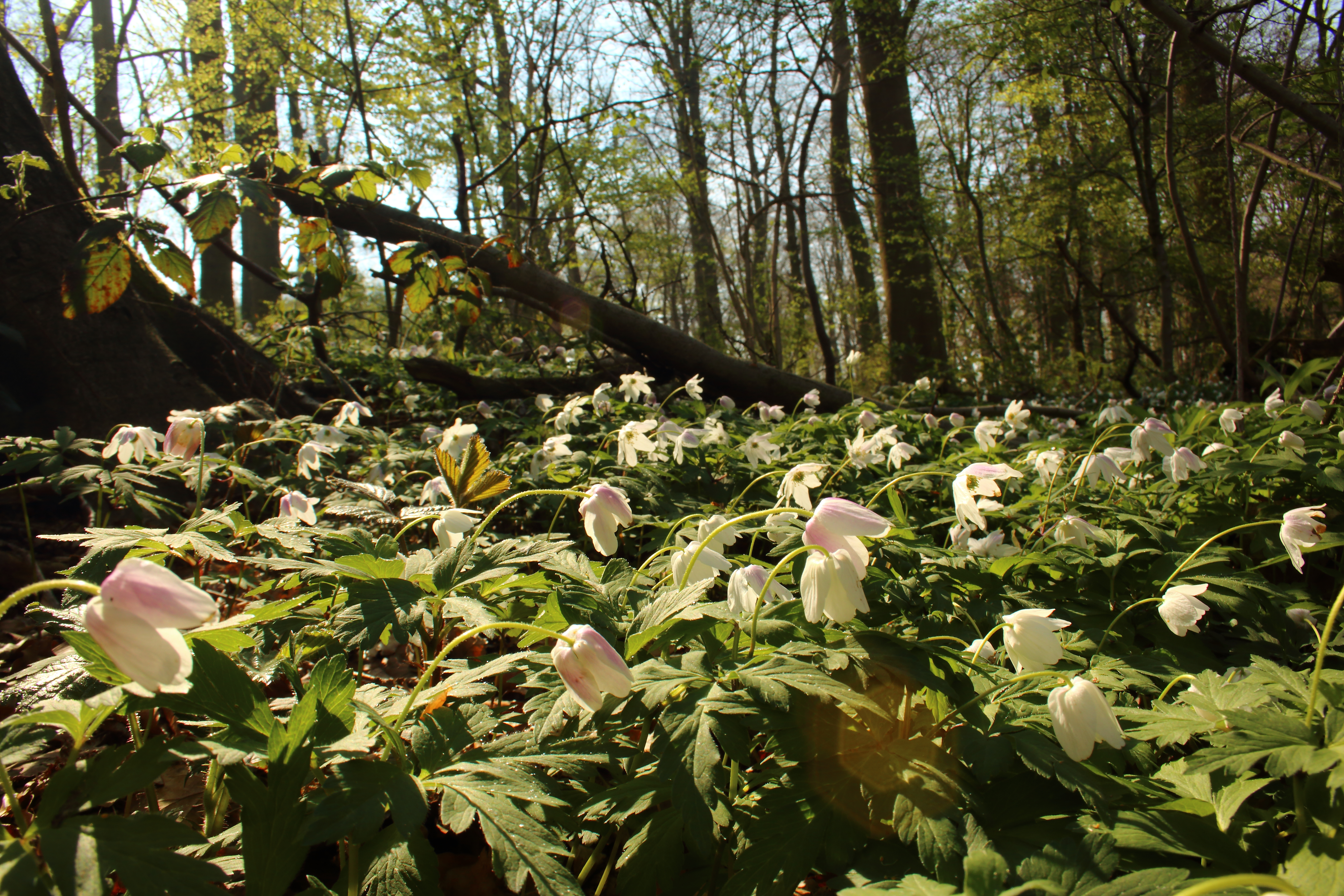
Kloosterbos
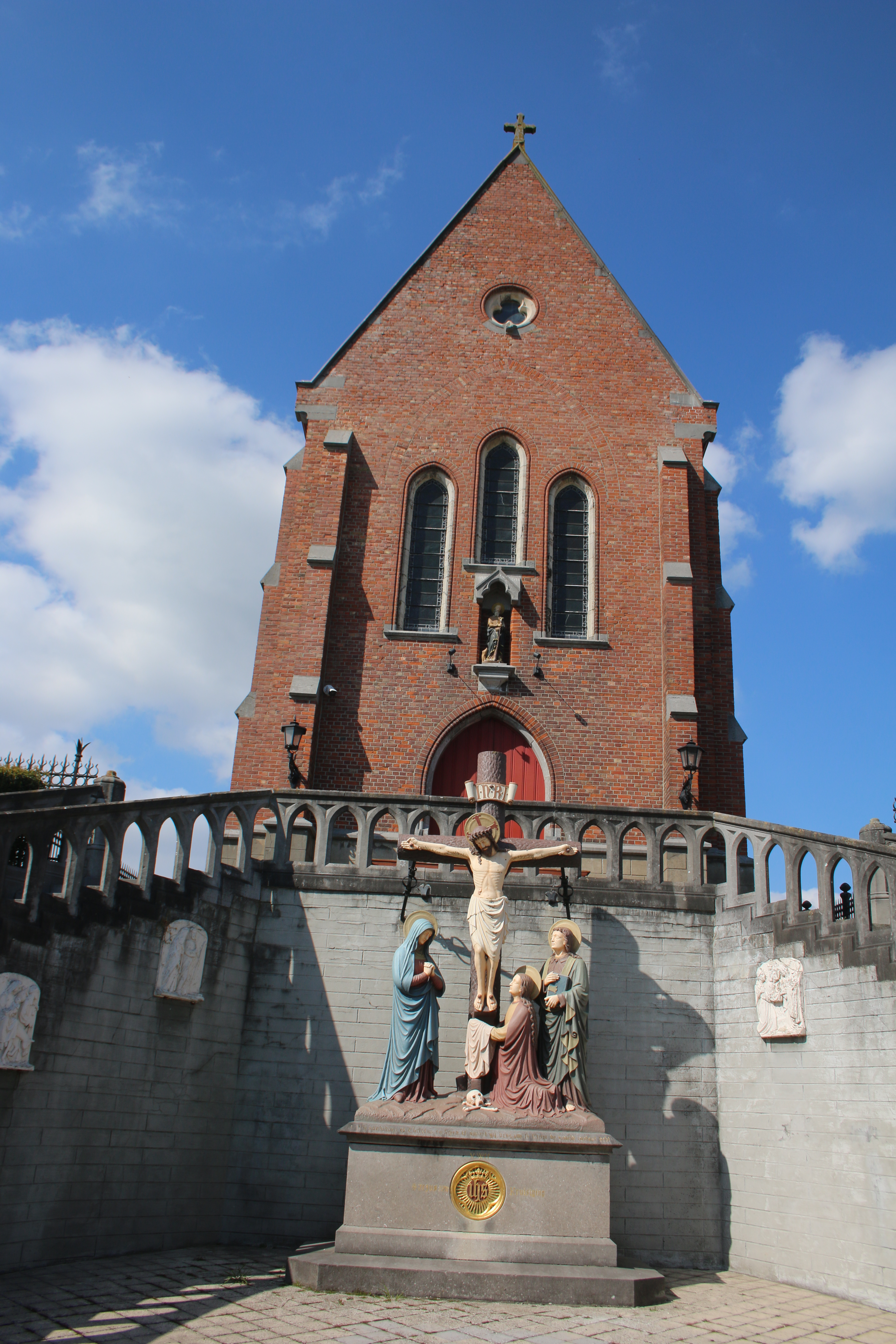
Sint-Antoniuskapel
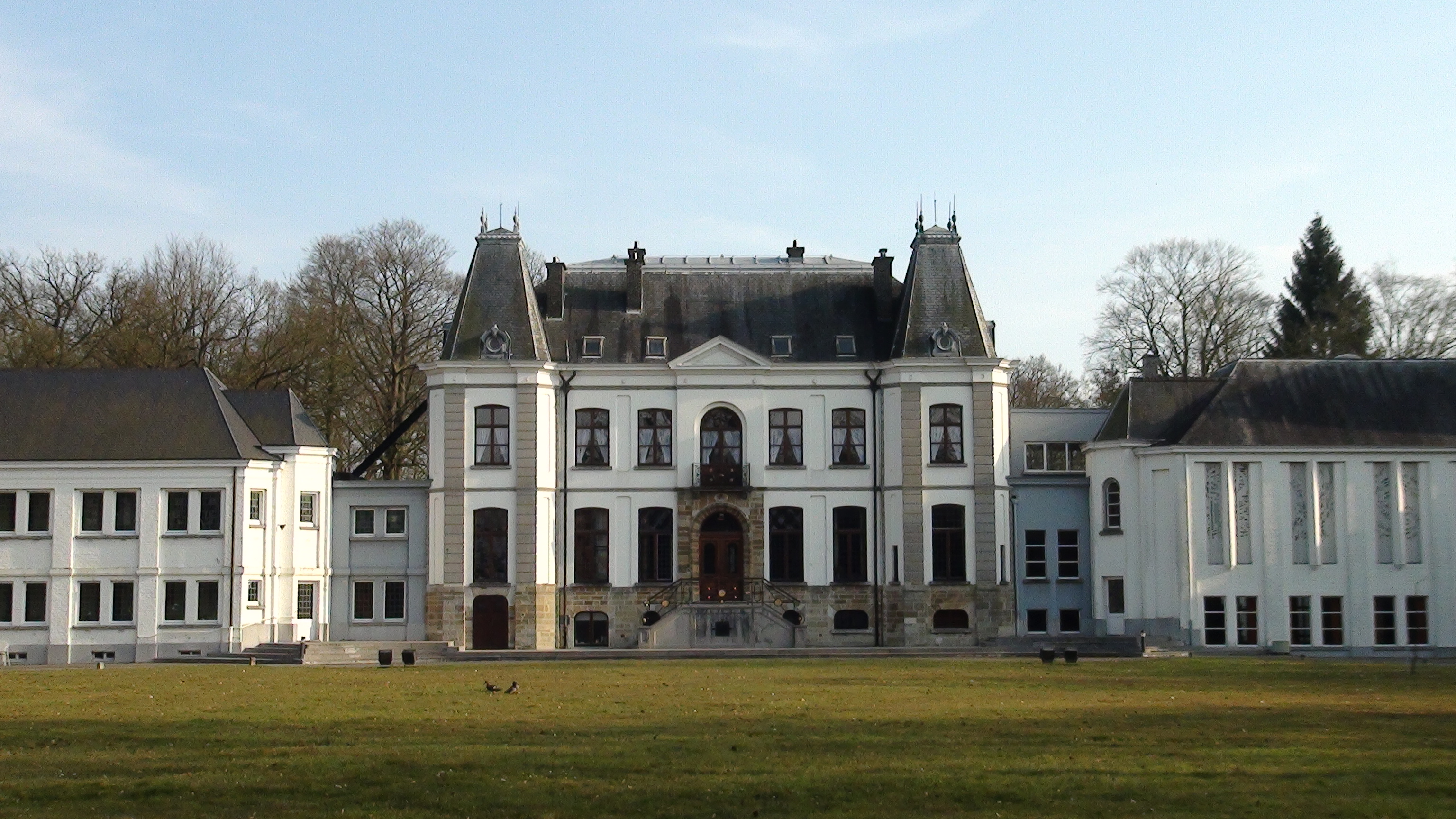
Het Kasteel van Lilare
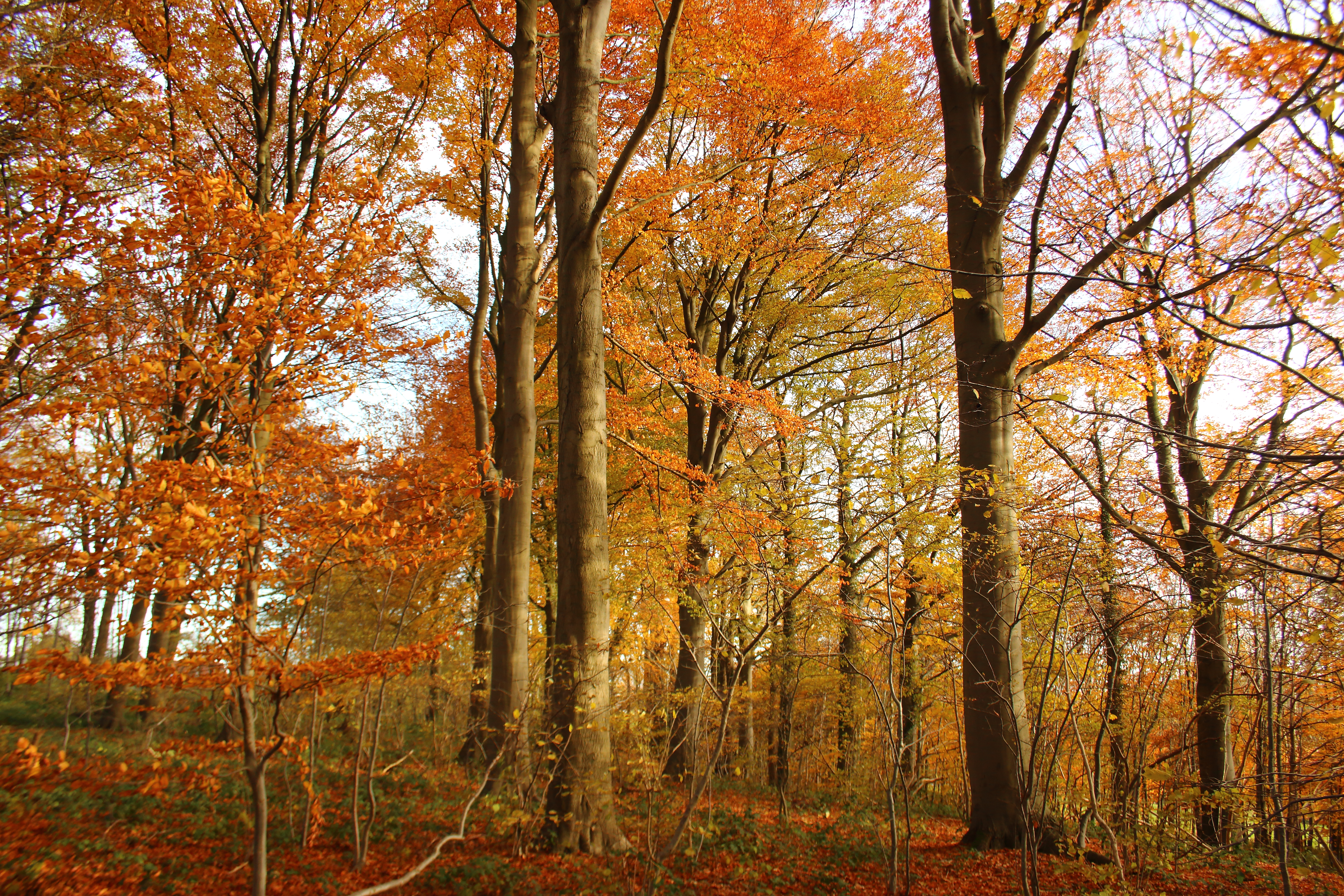
Vijfstratenbos
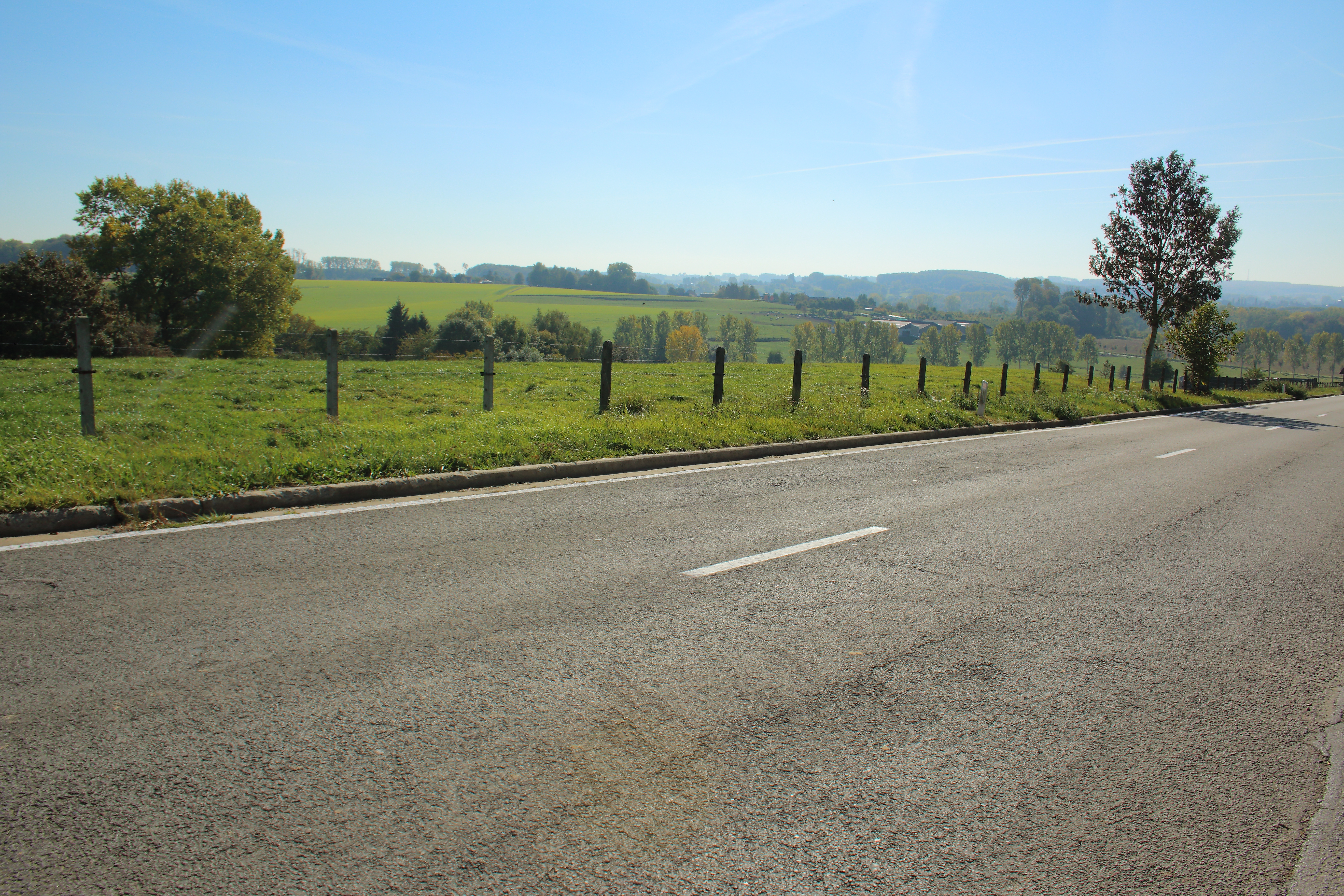
De Kasteeldreef

## Nabijgelegen kernen
Sint-Goriks-Oudenhove, Erwetegem, Sint-Maria-Lierde, Sint-Martens-Lierde, Nederbrakel,Michelbeke